# Profundidade óptica

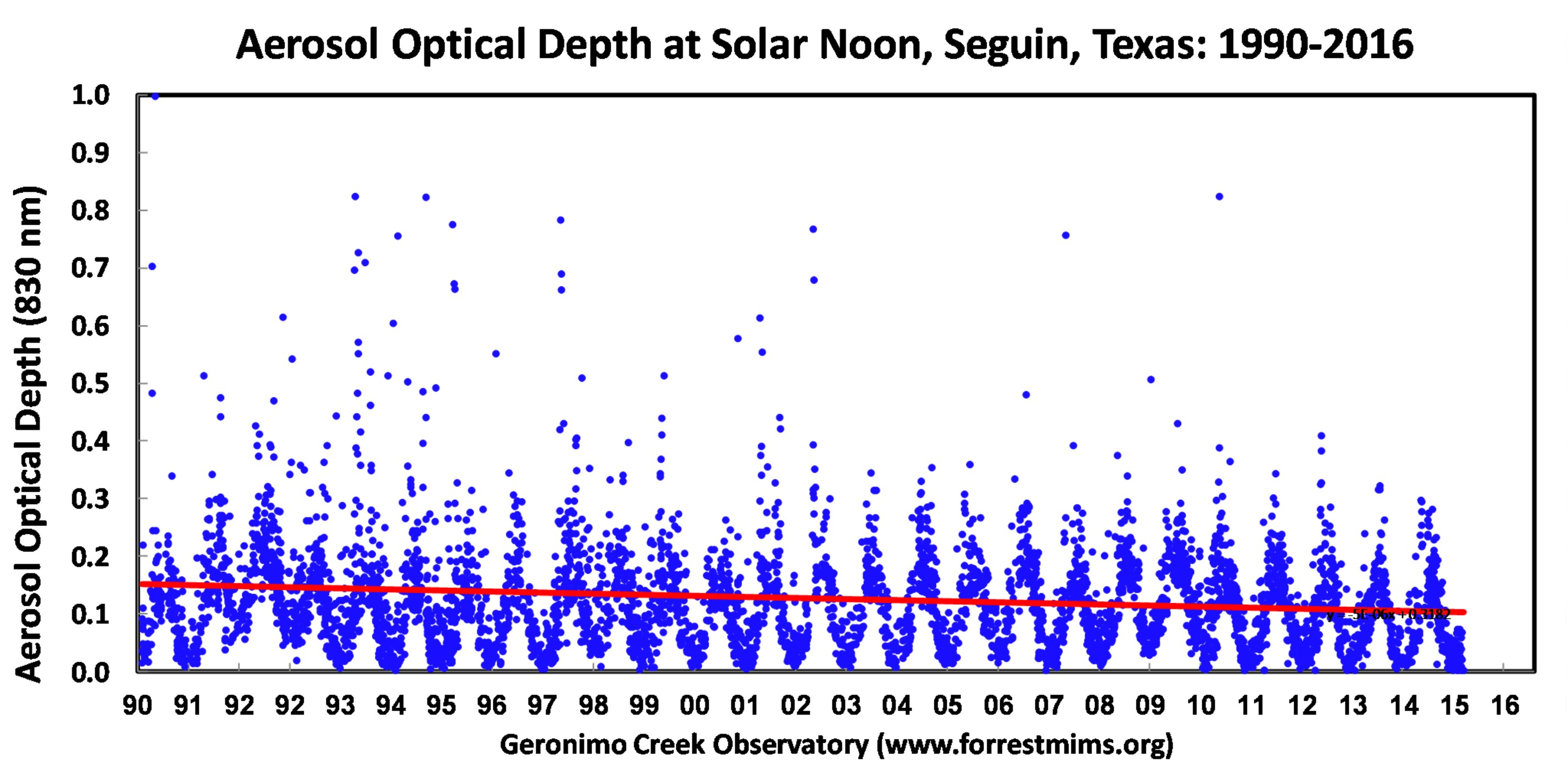
Profundidade óptica de aerossol (AOD) a 830 nm medida com o mesmo fotômetro solar de diodo emissor de luz (LED) de 1990 a 2016 no observatório do Riacho Gerônimo (GCO), Texas. Medições feitas próximo ao meio-dia solar quando o sol não está obstruído por nuvens. Picos indicam fumaça, poeira e poluição. Os eventos de poeira do Saara são medidos a cada verão.

Na física, a profundidade óptica ou a espessura óptica é o logaritmo natural da razão entre a potência incidente e a potência radiante transmitida através de um material. Assim, quanto maior a profundidade óptica, menor a quantidade de energia radiante transmitida através do material. A profundidade óptica espectral ou a espessura óptica espectral é o logaritmo natural da proporção de potência radiante espectral incidente para potência radiante espectral transmitida através de um material. A profundidade óptica é adimensional e, em particular, não é um comprimento, embora seja uma função monotonicamente crescente do comprimento do caminho óptico e se aproxima de zero à medida que o comprimento do caminho se aproxima de zero. O uso do termo "densidade óptica" para profundidade óptica é desencorajado.
Na química, uma quantidade intimamente relacionada chamada "absorbância" ou "absorbância decádica" é usada em vez da profundidade óptica: o logaritmo comum da razão entre a potência radiante incidente e a transmitida através de um material. É a profundidade óptica dividida por  loge(10), devido às diferentes bases logarítmicas utilizadas.

## Definições matemáticas

### Profundidade óptica
A profundidade óptica de um material, denotada por {\textstyle \tau }, é dada por:{\displaystyle \tau =\ln \!\left({\frac {\Phi _{\mathrm {e} }^{\mathrm {i} }}{\Phi _{\mathrm {e} }^{\mathrm {t} }}}\right)=-\ln T} onde
- {\textstyle \Phi _{\mathrm {e} }^{\mathrm {i} }} é o fluxo radiante recebido pelo material em questão;
- {\textstyle \Phi _{\mathrm {e} }^{\mathrm {t} }} é o fluxo radiante transmitido pelo material em questão;
- {\textstyle T} é a transmitância do material em questão.

A absorbância {\textstyle A} está relacionada com a profundidade óptica por:{\displaystyle \tau =A\ln {10}}

### Profundidade óptica espectral
A profundidade óptica espectral em frequência e a profundidade óptica espectral em comprimento de onda de um material, denotadas {\displaystyle \tau _{\nu }} e {\displaystyle \tau _{\lambda }} respectivamente, são dadas por:
{\displaystyle \tau _{\nu }=\ln \!\left({\frac {\Phi _{\mathrm {e} ,\nu }^{\mathrm {i} }}{\Phi _{\mathrm {e} ,\nu }^{\mathrm {t} }}}\right)=-\ln T_{\nu }}{\displaystyle \tau _{\lambda }=\ln \!\left({\frac {\Phi _{\mathrm {e} ,\lambda }^{\mathrm {i} }}{\Phi _{\mathrm {e} ,\lambda }^{\mathrm {t} }}}\right)=-\ln T_{\lambda },}
onde
- {\displaystyle \Phi _{\mathrm {e} ,\nu }^{\mathrm {t} }} é o fluxo radiante espectral em frequência transmitido pelo material em questão;
- {\displaystyle \Phi _{\mathrm {e} ,\nu }^{\mathrm {i} }} é o fluxo radiante espectral em frequência recebido pelo material em questão;
- {\displaystyle T_{\nu }} é a transmitância espectral em frequência do material em questão;
- {\displaystyle \Phi _{\mathrm {e} ,\lambda }^{\mathrm {t} }} é o fluxo radiante espectral em comprimento de onda transmitido pelo material em questão;
- {\displaystyle \Phi _{\mathrm {e} ,\lambda }^{\mathrm {i} }} é o fluxo radiante espectral em comprimento de onda recebido pelo material em questão;
- {\displaystyle T_{\lambda }} é a transmitância espectral em comprimento de onda do material em questão.

A absorbância espectral está relacionada à profundidade óptica espectral por:
{\displaystyle \tau _{\nu }=A_{\nu }\ln 10,}{\displaystyle \tau _{\lambda }=A_{\lambda }\ln 10,}
onde
- {\displaystyle A_{\nu }} é a absorbância espectral em frequência;
- {\displaystyle A_{\lambda }} é a absorbância espectral em comprimento de onda.

## Relacionamento com a atenuação

### Atenuação
A profundidade óptica mede a atenuação da potência radiante transmitida em um material. A atenuação pode ser causada por absorção, mas também por reflexão, espalhamento e outros processos físicos. A profundidade óptica de um material é aproximadamente igual à sua atenuação quando a absorbância é muito menor que 1 e a emitância desse material (não confundir com saída radiante ou emissividade) é muito menor que a profundidade óptica:
{\displaystyle \Phi _{\mathrm {e} }^{\mathrm {t} }+\Phi _{\mathrm {e} }^{\mathrm {att} }=\Phi _{\mathrm {e} }^{\mathrm {i} }+\Phi _{\mathrm {e} }^{\mathrm {e} },}{\displaystyle T+ATT=1+E,}
onde
- Φet é a potência radiante transmitida pelo material em questão;
- Φeatt é a potência radiante atenuada pelo material em questão;
- Φei é a potência radiante recebida pelo material em questão;
- Φee é a potência radiante emitida pelo material em questão;
- T = Φet/Φei é a transmitância do material em questão;
- ATT = Φeatt/Φei é a atenuação do material em questão;
- E = Φee/Φei é a emitância do material em questão,

e de acordo com a lei de Beer e Lambert,
{\displaystyle T=e^{-\tau },}então:{\displaystyle ATT=1-e^{-\tau }+E\approx \tau +E\approx \tau ,\quad {\text{se}}\ \tau \ll 1\ {\text{e}}\ E\ll \tau .}

### Coeficiente de atenuação
A profundidade óptica de um material também está relacionada ao seu coeficiente de atenuação por:{\displaystyle \tau =\int _{0}^{l}\alpha (z)\,\mathrm {d} z,}onde
- l é a espessura do material através do qual a luz viaja;
- α(z) é o coeficiente de atenuação ou coeficiente de atenuação Napieriano do material em questão em z,

e se α(z) for uniforme ao longo do caminho, diz-se que a atenuação é uma atenuação linear e a relação se torna: {\displaystyle \tau =\alpha l}
Às vezes, a relação é dada usando a seção transversal de atenuação do material, ou seja, seu coeficiente de atenuação dividido por sua densidade numérica:{\displaystyle \tau =\int _{0}^{l}\sigma n(z)\,\mathrm {d} z,} onde
- σ é a seção transversal de atenuação do material em questão;
- n(z) é a densidade numérica desse material em z,

e se {\displaystyle n} for uniforme ao longo do caminho, ou seja, {\displaystyle n(z)\equiv N}, a relação se torna:{\displaystyle \tau =\sigma Nl}

## Aplicações

### Física atômica
Na física atômica, a profundidade óptica espectral de uma nuvem de átomos pode ser calculada a partir das propriedades mecânicas quânticas dos átomos. É dada por:{\displaystyle \tau _{\nu }={\frac {d^{2}n\nu }{2\mathrm {c} \hbar \varepsilon _{0}\sigma \gamma }}}onde
- d é o momento dipolar de transição;
- n é o número de átomos;
- ν é a frequência do feixe;
- c é a velocidade da luz;
- ħ é a constante de Planck reduzida;
- ε0 é a permissividade do vácuo;
- σ a seção transversal do feixe;
- γ a largura de linha natural da transição.

### Ciências atmosféricas
Nas ciências atmosféricas, muitas vezes se refere à profundidade óptica da atmosfera como correspondendo ao caminho vertical da superfície da Terra ao espaço sideral; em outras ocasiões, o caminho óptico é da altitude do observador para o espaço sideral. A profundidade óptica para um caminho inclinado é τ = mτ′, onde τ′ se refere a um caminho vertical, m é chamado de massa de ar relativa, e para uma atmosfera plana paralela é determinada como m = sec θ onde θ é o ângulo zenital} correspondente ao caminho dado. Portanto,{\displaystyle T=e^{-\tau }=e^{-m\tau '}}A profundidade óptica da atmosfera pode ser dividida em vários componentes, atribuídos à dispersão de Rayleigh, aerossóis e absorção gasosa. A profundidade óptica da atmosfera pode ser medida com um fotômetro solar.
A profundidade óptica em relação à altura dentro da atmosfera é dada por
{\displaystyle \tau (z)=k_{\text{a}}w_{1}\rho _{0}He^{-z/H}}
e segue que a profundidade óptica atmosférica total é dada por
{\displaystyle \tau (0)=k_{\text{a}}w_{1}\rho _{0}H}
Em ambas as equações:
- ka é o coeficiente de absorção;
- w1 é a proporção de mistura;
- ρ0 é a densidade do ar ao nível do mar;
- H é a altura de escala da atmosfera;
- z é a altura em questão.

A profundidade óptica de uma camada de nuvem plana paralela é dada por{\displaystyle \tau =Q_{\text{e}}\left[{\frac {9\pi L^{2}HN}{16\rho _{l}^{2}}}\right]^{1/3}}onde:
- Qe é a eficiência de extinção
- L é o caminho da água líquida
- H é a espessura geométrica
- N é a concentração de gotas
- ρl é a densidade da água líquida

Então, com caminho de água líquida total e uma profundidade fixa, {\textstyle \tau \propto N^{1/3}}.

### Astronomia
Em astronomia, a fotosfera de uma estrela é definida como a superfície onde sua profundidade óptica é 2/3. Isso significa que cada fóton emitido na fotosfera sofre em média menos de um espalhamento antes de chegar ao observador. Na temperatura na profundidade óptica 2/3, a energia emitida pela estrela (a derivação original é para o Sol) corresponde à energia total observada emitida.
Observe que a profundidade óptica de um determinado meio será diferente para diferentes cores (comprimentos de onda) de luz.
Para anéis planetários, a profundidade óptica é a (logaritmo negativo da) proporção de luz bloqueada pelo anel quando está entre a fonte e o observador. Isso geralmente é obtido pela observação de ocultações estelares.